# Квалификации за Световното първенство по футбол 2014 (плейофи между конфедерациите)
За Квалификациите за Световното първенство по футбол 2014 са предвидени два междуфедеративни плейофа, които да определят последните две места за Световното първенство по футбол 2014.
Четирите отбора от четирите конфедерации (АФК, КОНКАКАФ, КОНМЕБОЛ и ОФК) бяха разделени на две двойки на предварителния жребий за Световното първенство в Marina da Glória в Рио де Жанейро, Бразилия на 30 юли 2011 г. Случилото се е по-различно от предишни издания, където мачовете бяха решавани предварително от ФИФА и не се е теглил жребий за междуфедеративни плейофи.
Във всеки двубой двата отбора ще играят по веднъж като домакин и гост. Двамата победители ще се класират за Световното първенство по футбол 2014 в Бразилия.

## Мачове

### АФК с/у КОНМЕБОЛ
| Отбор 1  | Общ рез. | Отбор 2 | 1 мач | 2 мач |
| -------- | -------- | ------- | ----- | ----- |
| Йордания | 0 – 5    | Уругвай | 0 – 5 | 0 – 0 |

#### Първи мач
| 13 ноември 2013 18:00 UTC+3 |

| Йордания | 0 – 5  | Уругвай                                                        |
| -------- | ------ | -------------------------------------------------------------- |
|          | Доклад | М.Перейра 22' Стуани 42' Лодейро 69' Родригес 78' Кавани 90+2' |

| Крал Абдула, Аман 17 370 зрители Съдия: Свейн Одвар Моен (Норвегия) |

#### Втори мач
| 20 ноември 2013 21:00 UTC-2 |

| Уругвай | 0 – 0  | Йордания |
| ------- | ------ | -------- |
|         | Доклад |          |

| Естадио Сентенарио, Монтевидео 62 000 зрители Съдия: Йонас Ериксон (Швеция) |

### КОНКАКАФ с/у ОФК
| Отбор 1 | Общ рез. | Отбор 2       | 1 мач | 2 мач |
| ------- | -------- | ------------- | ----- | ----- |
| Мексико | 9 – 3    | Нова Зеландия | 5 – 1 | 4 – 2 |

#### Първи мач
| 13 ноември 2013 14:30 UTC-6 |

| Мексико                                            | 5 – 1  | Нова Зеландия |
| -------------------------------------------------- | ------ | ------------- |
| Агилар 32' Хименес 40' Пералта 48', 80' Маркес 84' | Доклад | Джеймс 85'    |

| Ацтека, Мексико Сити 99 832 зрители Съдия: Виктор Кашаи (Унгария) |

#### Втори мач
| 20 ноември 2013 19:30 UTC+13 |

| Нова Зеландия               | 2 – 4  | Мексико                        |
| --------------------------- | ------ | ------------------------------ |
| Джеймс 80' (дуз.) Фалън 82' | Доклад | Пералта 14', 29', 33' Пеня 86' |

| Регионален стадион, Уелингтън 35 206 зрители Съдия: Феликс Брих (Германия) |